# Dictius Te Necare
Dictius Te Necare è il secondo album in studio del gruppo metal tedesco Bethlehem, pubblicato nel 1996. L'album ha guadagnato la fama di cult per la performance vocale di Rainer Landfermann.

## Tracce
1. Schatten aus der Alexander Welt – 4:26
2. Die anarchische Befreiung der Augenzeugenreligion – 9:11
3. Aphel - Die schwarze Schlange – 6:40
4. Verheißung - Du Krone des Todeskultes – 5:15
5. Verschleierte Irreligiositä – 5:41
6. Tagebuch einer Totgeburt – 4:29
7. Dorn meiner Allmacht – 8:14